# Brookland-CUA
Brookland-CUA è una stazione della metropolitana di Washington, situata sulla linea rossa. Si trova nel quartiere di Brookland, e serve l'Università Cattolica d'America.
È stata inaugurata il 3 febbraio 1978, contestualmente all'apertura del tratto Rhode Island Avenue-Silver Spring. Era originariamente chiamata semplicemente Brentwood; il nome attuale le fu posto nel 1979.
La stazione è servita da autobus del sistema Metrobus (anch'esso gestito dalla WMATA).